# ロコ・トシッチ
ロコ・トシッチ（Roko Tošić、1979年7月14日 - ）はクロアチアの卓球選手。2009年1月時点での世界ランクは118位。

## 略歴
2007年のヨーロッパ選手権ベオグラード大会男子団体戦では準優勝を経験しており、決勝ではドイツのズースと熱戦を繰り広げた。
2008年世界選手権団体戦広州大会にもクロアチア代表として出場し、譚瑞午やガチーナらと共に活躍した。

## プレースタイル
後陣からのカウンターやロビングで相手の攻撃を凌ぐなどの、最後まで諦めないプレーが特徴。

## 主な戦績
- 1996年
  - ヨーロッパユース選手権フリーデク・ミーステク大会 ジュニアの部 男子ダブルス準優勝
- 1997年
  - ヨーロッパユース選手権トポルチャニ大会 ジュニアの部 男子ダブルス優勝
- 2000年
  - ヨーロッパ選手権ブレーメン大会 混合ダブルス ベスト4（サンドラ・パオビッチと）
- 2007年
  - ヨーロッパ選手権ベオグラード大会 男子団体準優勝
  - ITTFプロツアー・インドオープン 男子シングルス ベスト4、男子ダブルス ベスト4
  - ITTFプロツアー・チリオープン 男子シングルス ベスト8